# Вогняні колісниці (фільм)
«Вогняні колісниці» (англ. Chariots of Fire) — художній фільм 1981 року, що відображає історію двох британських спортсменів-бігунів, один з яких — єврей, а інший — місіонер, відданий християнській релігії, що брали участь в Олімпійських іграх 1924 року.

## Сюжет
Двоє бігунів з Великої Британії беруть участь у літній Олімпіаді в Парижі 1924 року. Один з них — місіонер з Шотландії Ерік Лідделл, який діє в ім'я Бога, а його суперник — студент Кембриджу Гарольд Абрагамс, єврей за національністю, що сповідує юдаїзм, метою останнього є слава та подолання антисемітських забобонів у суспільстві. В центрі уваги авторів кінострічки — протистояння двох характерів та протилежних світоглядів. Фільм базується на реальних подіях.

## У ролях
- Ніколас Фаррел — Обрі Монтаг
- Нейджел Гаверс — лорд Ендрю Ліндсей
- Ієн Чарльсон — Ерік Лідделл
- Бен Кросс — Гарольд Абрагамс
- Деніел Геррол — Генрі Столлард
- Ієн Голм — Сем Муссабіні
- Нейджел Девенпорт — лорд Біркенгед
- Шеріл Кемпбелл — Дженні Лідделл
- Аліса Кріге — Сібіл Гордон
- Денніс Крістофер — Чарльз Педдок
- Бред Девіс — Джексон Шольц
- Патрік Мегі — лорд Кадоган

## Нагороди
- Приз 34-го Каннського кінофестивалю (1981) — перемога у номінації «Найкращий актор другого плану» (Ієн Голм), також фільм отримав Приз християнського журі
- Оскар (1982) — перемога у номінаціях «Найкращий фільм», «Найкращий сценарій», «Найкращі костюми» та «Найкращий оригінальний саундтрек»
- Золотий глобус (1982) — перемога у номінації «Найкраща іноземна стрічка»
- Приз Британської академії (1982) — перемога у номінаціях «Найкращий фільм», «Найкраща роль другого плану» (Ієн Голм) та «Найкращі костюми»

## Додатково
- Продюсери навмисно додали елемент богохульства до сюжету фільму для того, щоб уникнути зарахування його до категорії «G», оскільки вважали, що тоді у людей стрічка буде асоціюватися з фільмами для дітей.
- Джексон Шольц, який передав Лідделові записку перед початком забігу на 400 м, перед цим виграв золоту медаль на дистанції 200 м.
- Як не дивно, ні Джексон Шольц, ні Чарльз Педдок не були членами американської команди, що виграла золоту медаль на дистанції 400 м. Ерік Лідделл, своєю чергою, не був членом британської команди під час забігу на 400 м.
- Насправді текст з Біблії у записці був переданий Еріку Лідделлу не Джексоном Шольцем, а тренером американської команди.
- Бред Девіс та Денніс Крістофер видалися найкращими продюсерові Девіду Патнему, відмовившись від гонорарів та посприявши таким чином притоку фінансів від спонсорів.

## Саундтреки
- He Is An Englishman (музика — Артур Салліван, слова — Вільям С. Гілберт)
- Three Little Maids from School Are We (музика — Артур Салліван, слова — Вільям С. Гілберт)
- With Catlike Tread (музика — Артур Салліван, слова — Вільям С. Гілберт)
- Jerusalem (музика — сер Чарльз Г'юберт Гестінгс Перрі, слова — Вільям Блейк)
- The Soldiers of Our Queen (музика — Артур Салліван, слова — Вільям С. Гілберт)
- There Lived a King (музика — Артур Салліван, слова — Вільям С. Гілберт)
- The Campbells are Coming (традиційна музика)
- Yankee Doodle (традиційна англійська музика)
- God Save the King (музика та слова Генрі Керрі)
- Jesus Shall Reign (музика — Джон Гаттон, слова — Ісаак Воттс)
- The Skater's Waltz, Op.183 (Еміль Вальдтойфель)
- La Marseillaise
- The Star-Spangled Banner (музика — Джон Стаффорд Сміт)
- When Johnny Comes Marching Home (музика — Луїс Ламберт)
- Titles (Vangelis)
- Five Circles (Vangelis)
- Abrahams Theme (Vangelis)
- Eric's Theme (Vangelis)
- 100 Metres (Vangelis)
- Chariots of Fire (Vangelis)